# أوسامو موراماتسو
أوسامو موراماتسو (باليابانية: 村松修؛ بالكانا: むらまつ おさむ) هو عالم فلك ياباني، ولد في 1949 في طوكيو في اليابان.